# Gottfried Silbermann

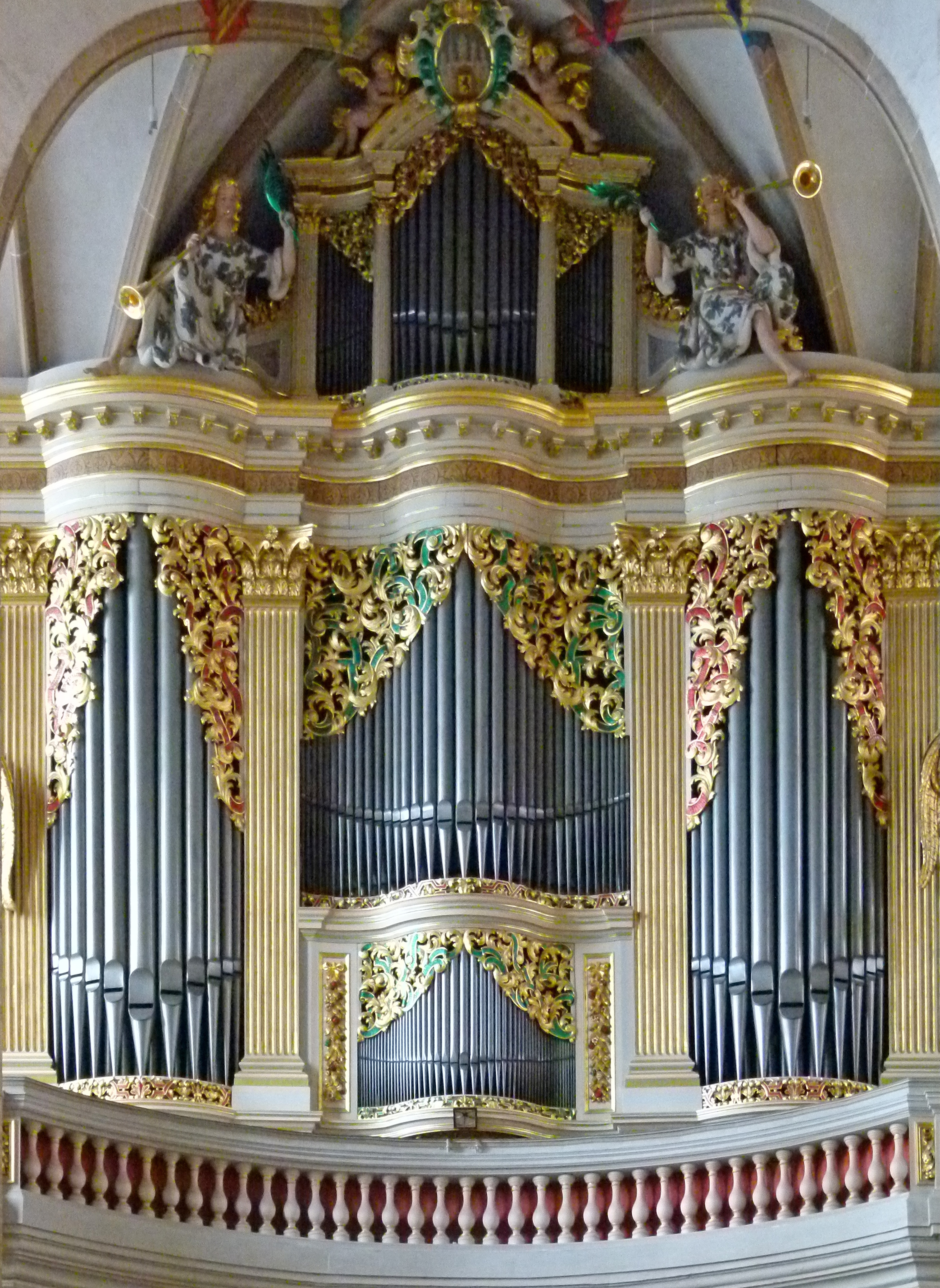
Silbermannkerkorgel in de Dom van Freiberg

Johann Gottfried Silbermann (14 januari 1683 – 4 augustus 1753) is vooral als orgelbouwer bekend. Hij was ook een van de eerste pianobouwers van Duitsland.
Hij werd geboren in Klein-Bobritsch in de buurt van Freiberg (in Saksen). Over zijn leertijd is weinig bekend, maar hij is waarschijnlijk na enkele jaren Wanderschaft bij zijn oudere broer Andreas Silbermann in Straatsburg (in de Elzas) in de leer gegaan. Hij verbleef daar van ongeveer 1702 tot 1709, en kwam in 1710 terug in de omgeving van Freiberg.
Als orgel- en klavichordbouwer werd hij door zijn tijdgenoten zeer geprezen, maar ook zijn klavecimbels waren zeer geliefd. Hij was ook de eerste Duitser die een pianoforte bouwde, nadat Bartolomeo Cristofori te Firenze de grondslag had gelegd.
De contracten en offertes en dergelijk van zijn Orgelexaminationen zijn voor ons een belangrijke bron over het doen en laten van Silbermann. Ze geven echter weinig informatie over zijn activiteiten als bouwer van besnaarde klavierinstrumenten.

Overzicht van alle Gottfried-Silbermann-orgels

Het Gottfried-Silbermann-Museum in Frauenstein, Saksen, is grotendeels gewijd aan zijn werk en leven.
Jürgen Ahrend · Johann Bätz · Heinrich Andreas Contius · Familie Gilman · Friedrich Fleiter · Carl Frei · Heinrich Hermann Freytag · Joseph Gabler · Rudolf Garrels · Gottfried Silbermann · Gerhard Grenzing · Albertus Antoni Hinsz · Bartelt Immer · Hans Henny Jahnn · Ludwig König · Hinrich Just Müller · Christian Müller · Carl Friedrich August Naber · Paul Peuerl · Georg Heinrich Quellhorst · Joachim Richborn · Arnold Rohlfs · Conradus Ruprecht II · A. Ruth und Sohn · Wilhelm Rütter · Arp Schnitger · Hans Wolff Schonat · Ernst Seifert · Andreas Silbermann · Friedrich Stellwagen · Johannes Stephanus Strümphler · Hans Suys · Johannes Wilhelmus Timpe · Welte-Mignon · Johann Friedrich Wenthin · Christian Gottlieb Friedrich Witte